# 大沼康
大沼 康（おおぬま やすし、1908年〈明治41年〉4月8日 - 1959年〈昭和34年〉1月12日）は、日本の政治家。
宮城県知事を1期務めたが、在任中に死亡した。

## 経歴
宮城県築館町（現：栗原市）出身。1934年、京都帝国大学農学部農林経済学科を卒業後、全国米穀販売購買組合連合会に入る。宮城県経済農業協同組合連合会会長などを務めた後、1949年（昭和24年）の第24回衆議院議員総選挙では宮城1区から無所属で立候補したが落選した。1956年（昭和30年）の宮城県知事選挙に当選し、同県初の社会党知事となった。
知事在任中には、元岩手県出納長であり、後に社会党衆議院議員となる西宮弘を招聘、宮城県副知事を務めさせた。大沼は知事任期中の1959年（昭和34年）1月12日、腎臓病のために急逝した。
大沼の死後、後継知事選には西宮が立候補したが、自由民主党の候補・三浦義男に敗れて落選した。西宮は1963年（昭和38年）にも宮城県知事選挙に立候補し、再度落選している。

## 人物
剣道5段、柔道3段の武道家であり、身長5尺7寸6分（約175cm）、22貫（82.5kg）という体格（1956年当時）であった。
同じく社会党員であった妻・こと子との間に、1男5女があった。